# Simon Werner (Schauspieler)
Simon Werner (* 24. Mai 1971 in Leipzig) ist ein deutscher Schauspieler.

## Leben
Nach seiner Ausbildung von 1992 bis 1996 an der Hochschule für Musik und Theater Felix Mendelssohn Bartholdy in Leipzig erhielt Werner wiederholt Rollen im Schauspiel Leipzig. Außerdem spielte er in verschiedenen Fernsehproduktionen wie Alarm für Cobra 11, Tatort, SOKO Leipzig, In aller Freundschaft und Tierärztin Dr. Mertins mit. 2003 feierte Werner sein Kinodebüt mit der Hauptrolle Stephan Goldammer in Hundsköpfe von Karsten Laske. Simon Werner ist heute noch als Gast auf der Leipziger Schauspielbühne zu sehen. Seit 2006 spielt er den Kommissar in krimi.de auf KIKA.
In seiner Freizeit ist Werner als Pilot und Fluglehrer tätig.

## Filmografie (Auswahl)
- 1999/2003/2015: Alarm für Cobra 11 – Die Autobahnpolizei
- 1999: Tatort: Tödliches Verlangen
- 2000: Balko (Episodenhauptrolle)
- 2001: In aller Freundschaft, (Episodenhauptrolle)
- 2002/2004: SOKO Leipzig
- 2002: Wolffs Revier
- 2002: Augenlicht (Spielfilm)
- 2002: Der Fluch des schwarzen Schwans
- 2003: Hundsköpfe
- 2004: Schloss Einstein
- 2004: Autobahn
- 2004: Das Kanzleramt
- 2004: Das Kuckucksei
- 2004: Spur und Partner
- 2006: Die Familienanwältin
- 2006: Krimi.de
- 2006: Tierärztin Dr. Mertens
- 2007: Ossi’s Eleven, Kino
- 2008: Schwerkraft
- 2009: Ernst Thälmann – Wie er wirklich war
- seit 2010: SOKO Leipzig (Fernsehserie)
- 2011: Niemand ist eine Insel
- 2012: Polizeiruf 110: Raubvögel (Fernsehreihe)
- 2016: Ein starkes Team: Knastelse (Fernsehfilm)
- 2019: Tatort: Nemesis (Fernsehreihe)
- 2020: Polizeiruf 110: Tod einer Toten (Fernsehreihe)
- 2022: Ramstein – Das durchstoßene Herz
- 2025: Tatort: Vier Leben (Fernsehreihe)